# アショーク・コシュラー
アショーク・コシュラー（Ashok Khosla、1940年3月31日 - ）は、インドの環境保護活動家で、現在はデリーを拠点に活動している。
ハーバード大学で実験物理学の博士号を取得し、ハロゲン化水素同位体の超微細構造に関する博士論文を発表。国連環境計画国際資源パネル（UNEP-IRP）の共同議長を務め、持続可能な開発の先駆者として国際的に知られる。国際的なフォーラムで「持続可能性」という言葉や概念を広めたことでも知られている。UNEP、UNESCO、UNU、米国科学アカデミー、IUCN、ICSU/SCOPEなどの機関の環境観や活動を定義する様々なプロジェクトに積極的に関わった。 また、IUCNの会長（2008年～2012年）、ローマクラブの会長（2005年～2012年）も務めた。 アショーク・コシュラーは世界未来会議のメンバーである。